# Kenzo Riedewald
Kenzo Riedewald (Almere, 24 februari 2007) is een Nederlands voetballer met een Surinaams voetbalpaspoort.

## Biografie

### Clubvoetbal
Kenzo Riedewald speelt als aanvaller en speelt zowel met zijn rechter als linker been. Hij speelde aanvankelijk in zijn geboortestad voor FC Almere en ging in 2016 naar de voetbalopleiding van FC Utrecht U-10. Twee jaar later ging hij een half jaar naar BFC Bussum; daar werd hij opgepikt door een scout van Almere City. Omdat hij daar speeltijd mistte omdat Almere City geen team onder de 14 had, sloot hij zich vervolgens aan bij Wooter Academy in Amstelveen. Hij speelde ook voor RKAV vanwege een samenwerking tussen de twee voetbalopleidingen.
In februari 2022 trad hij na een proefperiode van een week toe tot de voetbalopleiding van Ajax. Het jaar erop ging hij verder bij AZ Alkmaar.

### Internationale carrière
In 2023 debuteerde hij als voetballer uit de Surinaamse diaspora in het Surinaamse elftal U-17 tijdens het CONCACAF U-17-kampioenschap. Hij speelde in alle drie  wedstrijden; Suriname werd uitgeschakeld in de groepsfase.
Volgens Indonesische media zou hij ook een kans hebben gemaakt voor het Indonesische voetbalelftal. Hij kan voor Suriname uitkomen omdat zijn ouders daar vandaan komen. Zijn grootouders zijn afkomstig van de Indonesische eilanden Java en Banda Neira (Molukken).

## Clubs
- Tot 2016: FC Almere
- 2016-2018: FC Utrecht U-10
- 2018-2022: BFC Bussum, Almere City, Wooter Academy Amstelveen
- 2022-2023: AFC Ajax
- 2023-heden: AZ Alkmaar U-17

## Trivia
Riedewald is verre familie van de Nederlands international voetballer Jaïro Riedewald; hij is geen neef, zoals in de Indonesische media is beweerd.